# Miłosz Giersz
Miłosz Paweł Giersz – polski archeolog, doktor habilitowany nauk humanistycznych, profesor uczelni Uniwersytetu Warszawskiego, kierownik Katedry Archeologii Ameryk na Wydziale Archeologii UW. 

## Kariera naukowa
Ukończył studia magisterskie na Uniwersytecie Warszawskim. 24 października 2007 r. uzyskał na ówczesnym Wydziale Historycznym UW stopień doktora nauk humanistycznych w dyscyplinie archeologii na podstawie pracy Południowa granica państwa Moche i problem administracji Wari na Północno-Środkowym wybrzeżu Peru, której promotorami byli Mariusz Ziółkowski i Krzysztof Makowski. 27 czerwca 2018 r. uzyskał na tym samym wydziale stopień doktora habilitowanego nauk humanistycznych w dyscyplinie archeologii na podstawie dorobku naukowego oraz rozprawy Castillo de Huarmey: prekolumbijski ośrodek imperium Wari na północnym wybrzeżu Peru. 
Jest członkiem zarządu głównego i byłym prezesem Polskiego Towarzystwa Studiów Latynoamerykanistycznych, a także członkiem The Explorers Club. 

## Nagrody i odznaczenia
W 2007 został stypendystą programu „Zostańcie z nami!”, prowadzonego przesz tygodnik Polityka i przeznaczonego dla wybitnych młodych naukowców. W 2013 otrzymał nagrodę Traveler, przyznawaną przez magazyn National Geographic Polska za najważniejsze polskie odkrycie naukowe z obszaru zainteresowań tego pisma. 
Został odznaczony Krzyżem Kawalerskim Orderu Zasługi RP (2015) oraz Orderem Zasługi Republiki Peru (2018). 